# جان هندريك براندون
جان هندريك براندون هو رسام هولندي، ولد في 1660 في سيدان في فرنسا، وتوفي في 1714 في أوترخت في هولندا.